# Trichoxys hirtellus
Trichoxys hirtellus là một loài bọ cánh cứng trong họ Cerambycidae.